# Avenida João XXIII
Avenida João XXIII é uma importante avenida dos distritos de Vila Formosa e Aricanduva, na Zona Leste de São Paulo. Juntamente à Avenida Regente Feijó, à Avenida Doutor Eduardo Cotching e à Avenida Rio das Pedras, serve como corredor de ligação dos distritos de São Mateus (distrito de São Paulo), Aricanduva (distrito de São Paulo)  e Vila Formosa (distrito de São Paulo) com outros bairros da Zona Leste e da região central da cidade.